# District spécial de Chahaer
Pour les articles homonymes, voir Chahar.
Le district spécial de Chahaer (chinois simplifié : 察哈尔特别区 ; chinois traditionnel : 察哈爾特別區 ; pinyin : cháhāěr tèbié qū, est de 1914 à 1928, une subdivision administrative de la République de Chine (1912-1949). Avec le district spécial de Suiyuan, le district spécial de Rehe et le district spécial de Chuanbian, c'est un des districts spéciaux constitués, en périphérie des 22 provinces de Chine.
Le chef-lieu était le Xian de Zhangbei.
Elle est remplacée en 1928 par la Province de Chahaer.